# Apistogramma taeniata
Apistogramma taeniata är en fiskart som först beskrevs av Günther 1862.  Apistogramma taeniata ingår i släktet Apistogramma och familjen Cichlidae. Inga underarter finns listade i Catalogue of Life.